# Матвеева (Свердловская область)
Матвеева — деревня в Пригородном районе Свердловской области России. Входит в муниципальный округ Горноуральский, управляется Бродовской территориальной администрацией.
Ранее деревня входила в состав Бродовского сельсовета Пригородного района.

## Население
| 2002 | 2010 | 2021 |
| ---- | ---- | ---- |
| 128  | ↘100 | ↘53  |

## География
Деревня Матвеева расположена на реке Беляковке (правом притоке Нейвы), в верхнем течении реки, в 51 километре к юго-востоку от Нижнего Тагила (по дорогам в 67 километрах). В пределах деревни река Беляковка образует небольшой пруд, выше которого река принимает правый приток.

## История
Деревня была основана в 1680 году. Местные жители занимались земледелием и кустарными промыслами.